# کاوه آهنگر
کاوهٔ آهنگر ()، شخصیتی ۵۰۰۰ ساله در اساطیر ایرانی است که رهبری خیزش در برابر حاکم ستمگر و بیگانه به نام ضحاک را بر دوش گرفت. خاندان کارن یا قارن (از هفت خاندان بزرگ ایران در دوران اشکانی و ساسانی) مدعی بودند که از نوادگان کاوه هستند.
کاوه شخصیتی اسطوره‌ای و پهلوانی در شاهنامهٔ فردوسی، شاهنامهٔ ابومنصوری، گرشاسپ‌نامه و شاهنامهٔ کردی یا شخصیتی واقعی احتمالاً در دورهٔ اشکانی است. کاوه نماد انسان‌های پیشرو در عصر آهن و صنعت‌گری پس از حکومت جمشید و پر بستن فره ایزدی از پادشاهی اوست که قیامی ملی مردمی را به کمک فریدون، و مردم گریخته از بند ضحاک علیه فرمانروایی ظالمانهٔ او پی می‌ریزد. نشان جنبش او درفش کاویانی، پیشبند چرمی‌اش است که بر سر نیزه‌ای می‌آویزد. کاوه پیام‌آور دادخواهی برای استقلال، آزادی و جبهه‌گیری اپوزیسیون در برابر حکومت‌های ناعادلانه است که تأثیری شگرف در فرهنگ ایرانی و نمادهای شاهنشاهی ایران داشته‌است. عده‌ای از ایرانیان در بزرگداشت پیروزی فریدون بر ضحاک همچنان جشن مهرگان را پاس می‌دارند و مردم کردستان جشن نوروز و سر برآوردن گیاهان را همزمان با پایان حکومت ضحاک می‌دانند و با افروختن آتش آن را جشن می‌گیرند. کاوه بارها در بازه‌های مختلف تاریخی در جنبش‌های سیاسی و آثار هنری در ایران و جهان به عنوان الگو مورد استفاده قرار گرفته‌است.

## اسطوره‌شناسی
داستان ضحاک و کاوه آهنگر هم در شاهنامه فردوسی و هم در شاهنامه ابومنصوری که صد سال پیشتر نوشته شده نقل شده‌است. زندگی کاوه را با جزئیات بیشتری می‌توان در گرشاسپ‌نامه اثر اسدی توسی یافت. همچنین خاستگاه و قیام کاوه در شاهنامهٔ کردی نیز با تفاوت‌هایی نقل شده‌است. با این حال به نظر می‌رسد تاریخ‌نگاران عرب، ایرانی و فردوسی دانسته‌های خود را از کتاب از میان رفتهٔ دربار ساسانی یعنی خدای‌نامه نقل کرده‌اند که برخلاف سنت دینی متون پهلوی که رویدادهای پیش از دوره اشکانی را بیان می‌کند، روایت‌ها شکلی زمینی و با الهام از رخ‌دادهای تاریخی دوره ساسانی با حفظ جنبه‌های افسانه‌ای و خیالی بیان شده‌اند.

### شخصیت
بر باور سید حسن امین، کاوه آهنگر مربوط به دوره‌ای پس از پیشرفت‌های عصر آهن است که طبقهٔ جدیدی به نام صنعت‌گر به وجود آمد که توانایی ساخت ابزارهای جدید را داشتند و از این جهت طبقه‌ای ویژه به حساب می‌آمدند و ضحاک به همین دلیل از کاوه می‌خواهد که نامه‌ای را به عنوان عدالت سلطنت امضا کند. این که کاوه می‌تواند از دستور ضحاک سرپیچی کند و این که سواد نوشتن و امضا کردن دارد نشان از جایگاه طبقهٔ اجتماعی اوست.

### تولد
کاوه یکی از خاندان‌های معروف پهلوانی دورهٔ اساطیری ایران است و براساس منابع باستانی، کاوه آهنگری اهل اصفهان بود. همچنین در روستای مشهد کاوه اصفهان مقبره‌ای منسوب به کاوه آهنگر وجود دارد که قدمت آن در حدود ۷۰۰ سال و در دوره ایلخانان تخمین زده شده و در مورد انتساب آن به کاوه آهنگر ابراز تردید کرده‌اند. همچنین بنا بر برخی گزارش‌ها شهر اردستان زادگاه کاوه آهنگر است.

## خیزش کاوه در مقابل ضحاک

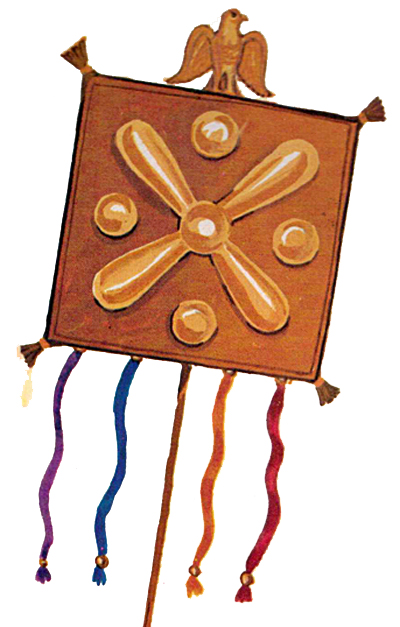
نگارهٔ بازسازی شده از درفش کاویانی که کاوهٔ آهنگر در میدان اصفهان برافراشت

### روایت‌های اسطوره‌ای

#### پیش‌زمینه
در شاهنامهٔ فردوسی، جمشید پادشاهی از دودمان پیشدادیان و نماد پیشرفت و ترقی‌خواهی است او پایه‌گذار جشن نوروز بود و در زمان او صنعت‌گری با نرم‌کردن آهن، ساختن زره و جوشن آغاز شد و همچنین صنعت نساجی و تولید عطر، مشک، گلاب، داروهایی برای درمان بیماری‌ها در زمان اون رواج پیدا کرد. جمشید دیوها را به ساختن بنا از گل و گچ و سپس سنگ گماشت. جمشید ایران را از نظر اجتماعی به چهار طبقه شامل نظامیان، موبدان، کشاورزان، و صنعتگران تقسیم می‌کند که احتمالاً چنین طبقه‌بندی با مخالفت فرودستان جامعه روبرو می‌شود چرا که رنج و کوشش تنها شامل حال فرودستان جامعه می‌شود و هر یک از طبقات اجتماعی به ناچار باید در آن طبقه زندگی می‌کردند و می‌مردند. در نظر دیگر جمشید دست‌آوردهای خود را یگانه و بی‌همتا می‌نامند و از غرور و خودپسندی مقام خود را در جایگاه خدایان می‌بیند از روی فره ایزدی از او روی‌گردان می‌شود. در چنین شرایطی ایران گرفتار آشوب و حوادث بی‌رحمانه می‌شود. تا آنجا که جامعه انتظار پادشاهی را می‌کشد که بتواند امنیت را به ایران بازگرداند. در میان این آشوب‌ها پادشاهی از نژاد عرب به نام ضحاک که دارای سرشت پاکی نیست و پیشتر پدر خود مرداس را برای رسیدن به پادشاهی به قتل رسانده به دور از خشونت و به دعوت سوارکاران ایرانی برای تصاحب پادشاهی وارد ایران می‌شود تا امنیت را در کشور برقرار کند. او در نهایت جمشید را که فره ایزدی از او روی برتافته گرفتار می‌کند و با اره از میان به دو نیم تقسیم می‌کند و از این جهت ضحاک در نماد پادشاهی ستمگر در شاهنامه ظاهر می‌شود.
پس از دوستی ضحاک با اهریمن بر روی شانه‌های ضحاک دو مار می‌رویند که نشان از سستی و مردم ستیزی او دارد که تبدیل به پاره‌ای از تن اهریمن شده. خوراک این مارها مغز سر جوانان است که نشان از گرفتن اندیشه از جوانان دارد. جوانانی که پیشتر تحولی بزرگ در زندگی انسان پدیدآورده بودند. ضحاک که شخصیتی بیابانگرد و چادرنشین دارد در پی حکومت به شیوه بیابان‌گردان بر جامعه‌ای دارد که وارد دورهٔ صنعت‌گری شده و راه‌های نوین را تجربه کرده‌اند و شیوه بیابان‌گردیٔ او را تحمل نمی‌کردند. ضحاک اما برای ادامه دادن سنت‌های چادرنشینی خود مغز جوانان را از کار می‌انداخت. پس یا جوانان یا باید می‌ایستادند و مغز سرشان هدیه‌ای می‌شد به حیات حکومت صحرانشینان یا باید از ترس به کوه‌ها پناه می‌بردند.
بفرمود پس کاوه را پادشا          که باشد بران محضر اندر گوا
چو بر خواند کاوه همه محضرش          سبک سوی پیران آن کشورش

#### سازمان‌دهی
مقاله اصلی پادشاهی ضحاک
در شاهنامه فردوسی ضحاک هزار سال پادشاهی کرد. او که به دلیل بوسه های شیطان بر دوشش دو مار از شانه هایش سبز شده بودند، برای بقای خود به مغز دو جوان برای خوراک مار ها نیاز داشت. پس هر روز دو جوان را از مردم عادی انتخاب میشدند تا کشته و غذای مارهای ضحاک شوند. در این میان آشپزهای قصر هر روز جان یکی از جوانان محکوم به مرگ را نجات می‌دادند و مغز دیگری را با مغز گوسفند ترکیب و خوراک مارها می‌کردند. جوانانی که به این طریق نجات یافتند در نهایت خود را به کوه‌های زاگرس رساندند و به مردم کرد مشهور شدند. کاوه به جهت ظلمی که به او رفته بود پا به درگاه ضحاک می‌گذارد و دادخواهی می‌کند. او ۱۸ پسر داشت که ۱۷ تن از آنان به خاطر تغذیهٔ ماران سرشانهٔ شاه کشته شده بودند. دادخواهی کاوه، ضحاک را به شگفتی وامی‌دارد چنان‌که آخرین پسرش را به او باز برمی‌گرداند و از او درخواست می‌کند سندی را امضاء کند که در آن گفته شده بود که ضحاک همیشه قهرمان حقیقت و عدالت بوده‌است. اما کاوه از این خواسته سر باز می‌زند و نامه را پاره می‌کند و با پسرش از از درگاه ضحاک خارج می‌شود. پس از آن کاوه مردم را گرد می‌آورد و برای آنان سخنرانی آتشینی می‌کند. او سپس با آموزش جوانان کردی که از بند ضحاک گریخته بودند ارتشی را برای مقابله با ضحاک فراهم می‌کند. فریدون با کمک کاوه و با پرچمی که از پیشبند چرمی کاوه ساخته شده بود شورشی را علیه ضحاک سازماندهی کرد.

#### پایان

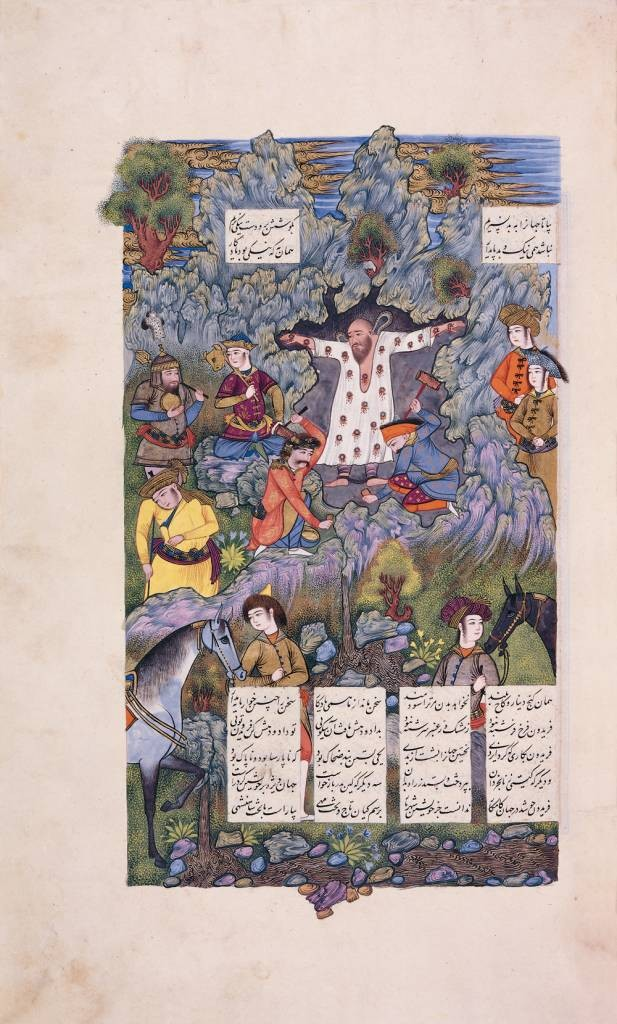
به بند کشیده شدن ضحاک به دست فریدون در شاهنامه بایسنقری

در روایت شاهنامه، فرجام زندگانی ضحاک روشن نیست اما آنچه در منابع زرتشتی مربوط به پایان دوره ساسانی گفته می‌شود اینست که فریدون چندین بار اقدام به کشتن ضحاک کرد اما ضحاک نامیرا ماند. سپس سروش از اورمزد پیام آورد که وی نباید کشته شود چرا که با مرگ وی از تنش موجودات پلید در جهان گسترش خواهند یافت و از همین رو بود که فریدون وی را در کوه دماوند دربند کرد. فرجام آنکه، ضحاک به دست فریدون کشته نمی‌شود، بلکه او را در چاه یا شکافی عمیق، با میخ‌های بزرگ بر سنگ می‌بندد.

### روایت‌های تاریخی
در قرن‌های پس از حملهٔ اعراب به ایران در منابع مختلف اسلامی از کاوه به عنوان شخصیتی تاریخی نام برده شده‌است و ساختار روایت همچنان کمابیش حفظ شده است. آثار دورهٔ اسلامی که از کاوه سخن به میان می‌آورند شامل تاریخ طبری، المعجم فی آثار ملوک العجم، تجارب الامم، تاریخ حبیب السیر فی اخبار افراد بشر، زین الاخبار و مرآة البلدان می‌شود که نویسندگان با توجه به دوره‌ای که در آن می‌زیسته‌اند بخشی از روایات را بنا به مناسب‌های اجتماعی تغییر داده‌اند و در آن دخل و تصرف کرده‌اند. با این حال در هر یک از این روایات کاوه در نقش‌های متفاوتی می‌نشیند در گرشاسپ‌نامه، کاوه پس از پیوستن به سپاه فریدون در نقش یکی از سرداران او ظاهر می‌شود و در زین الاخبار کاوه به عنوان یک کدخدا معرفی می‌شود و به همین دلیل به مجلس ضحاک برای گواهی دادن دعوت می‌شود.

#### ترجمه آزاد ابوالفضل بلعمی
در ترجمه آزاد ابوالفضل بلعمی از تاریخ طبری، کاوه کشاورزی در یکی از روستاهای اطراف اصفهان معرفی می‌شود که دو پسرش کشته و مغزشان خوراک مارهای ضحاک می‌شود و به همین دلیل کاوه شورشی را علیه فرماندار ضحاک در اصفهان آغاز می‌کند که در نتیجه آن ثروت فرماندار در میان مردم پخش می‌شود و او مردم را از پرداخت مالیات منع می‌کند که این اقدام هواداران بسیاری را در اطراف کاوه شکل می‌دهد. در همین زمان، ضحاک که در استان‌های شمالی است سپاهی را برای سرکوب کاوه گسیل می‌کند اما کاوه این سپاه را شکست می‌دهد و به سوی شمال پیشروی می‌کند. او تمام شهرهایی که در مسیرش قرار دارند را درمی‌نوردد تا زمانی که به شهر ری می‌رسد به سپاهیان پیشنهاد می‌دهد که کسی را به عنوان پادشاه انتخاب کنند. سپس سپاه، پیشنهاد شاهی را به خود کاوه می‌دهند اما کاوه قبول نمی‌کند و می‌گوید او یک آهنگر بوده و این وظیفه باید به شخصی از تبار پادشاهان داده شود تا هرج و مرج در کشور رخ ندهد. در ادامه مردم دو ماه به جستجوی نامزدهای مناسب پادشاهی می‌پردازند و در نهایت به فریدون می‌رسند که از نوادگان جمشید است. فریدون تا ۱۶ سالگی به صورت مخفیانه زندگی می‌کند تا زمانی که از کوه‌ها برای دیدار مادرش فرانک به پایین می‌آید و سرنوشت پدرش را جویا می‌شود که فرانک سرگذشت غم‌انگیز خانواده را شرح می‌دهد. پس از این دیدار فریدون تصمیم می‌گیرد که انتقام این بی‌رحمی‌ها و ستمگری‌های ضحاک را به خاطر جنایات فجیعی که انجام داده بگیرد.

## تأثیر

### در ایران

#### فرهنگ ایرانی

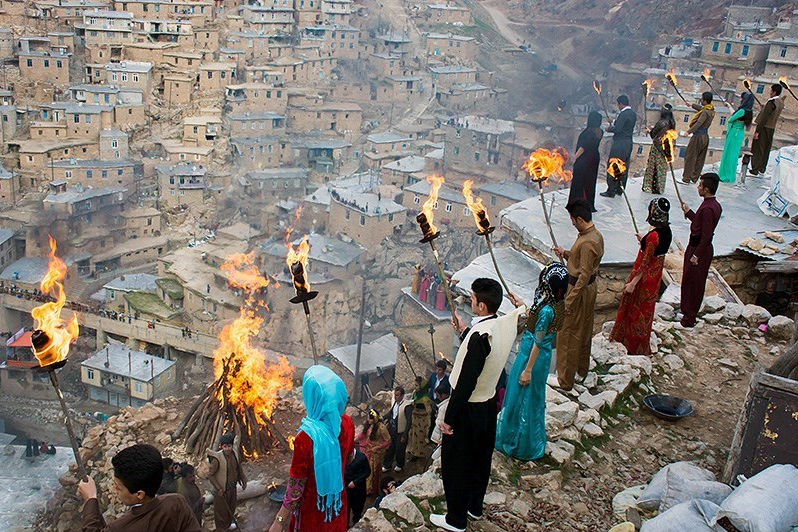
شعله‌های آتش نوروز در روستای پالنگان، کردها برافروختن آتش توسط کاوه بر بلندای کوه پس از پیروزی بر ضحاک را همچنان جشن می‌گیرند.

جشن مهرگان که آیینی ایرانی برای پیروزی فریدون بر ضحاک است همچنان توسط بسیاری از ایرانیان برگزار می‌شود. همچنین مردم کرد با برافروختن آتش که آن را نماد آتشی می‌دانند که کاوه آهنگر پس از پیروزی بر ضحاک برای اعلام آزادی بر بلندای کوه روشن کرد جشن نوروز را برگزار می‌کنند.

##### جایگاه کاوه در فرهنگ شاهنشاهی ایران
برخی از ایرانشناسان به این دلیل که نام کاوه در متنهای اوستا و پهلوی نیامده است آن را به صورت شخصیت یافتهٔ صفت کی می‌دانند که بعدها لقب فرمانروایان سلسلهٔ کیانی می‌شود. پس از پیروزی فریدون بر اژی‌دهاک پیشبند چرمی کاوه درفش پادشاهان ایران شد که با نام درفش کاویانی شناخته می‌شود. به نقل از بلعمی، ایرانیان در هر جنگی که این درفش را به همراه داشتند پیروز می‌شدند. همچنین خاندان کارن پهلوی که یکی از هفت خاندان ممتاز ایران باستان به حساب می‌آیند ادعا کرده‌اند که از نسل کارن بزرگ و از نوادگان کاوه هستند.

##### اهمیت کاوه در فرهنگ دادخواهی و مقاومت
برای نخستین بار در قرون وسطی اسطوره کاوه یک امکان کم‌نظیر در زمان مقاومت ایرانیان در برابر فتح مسلمانان ایجاد کرد. گفتمان کاوه از استقلال، آزادی و جبهه‌گیری اپوزیسیون در برابر حکومت‌های ناعادلانه همچنان طنین‌انداز است. این خوانش از اسطوره کاوه بدون در نظر گرفتن قومیت افراد تا به امروز به عنوان یک میراث بزرگ برای بسیاری از ایرانیان باقی مانده‌است.

###### الگوبرداری جمهوری سوسیالیستی ایران

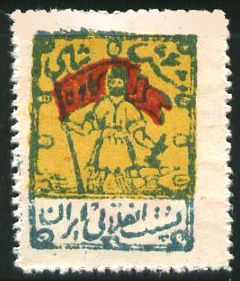
نگارهٔ کاوه بر روی تمبر چاپ شده در جمهوری شورایی سوسیالیستی ایران در سال ۱۹۲۰ میلادی که در یک دست کاوه چکشی به‌دست گرفته و در دست دیگرش پرچم سرخ رنگ جمهوری قرار دارد.

در سال ۱۹۲۰ نام کاوه به عنوان نماد پرچم سرخ رنگ جمهوری توسط جمهوری شورایی سوسیالیستی ایران مورد استفاده قرار گرفت

### در جهان

#### استفاده در پروپاگاندای میان آلمان و انگلیس در قرن بیستم
در فاصله سال‌های ۱۹۱۶ تا ۱۹۲۲ مجله کاوه توسط تعدادی از ایرانیان در تبعید به نام «کمیته ایران» با کمک سید محمد حسن تقی‌زاده و عضویت محمد علی جمال‌زاده، محمدعلی تربیت، رضا تربیت، حسین کاظم‌زاده ایرانشهر، محمد قزوینی، ابراهیم پورداود، مرتضی راوندی، نصرالله جهانگیر، سعدالله خان درویش، اسماعیل نوبری و… تشکیل شد. در این زمان دولت آلمان در پی کمپین‌های تبلیغاتی بر ضد انگلیس و روسیه و تقویت پایه‌های خود در خاورمیانه بود و از سویی دیگر ایرانیان پس از سرکوب‌های دورهٔ مشروطه و احساس درماندگی در برابر اعمال نفوذ سیاسی و اقتصادی روسیه و انگلیس به دنبال نیروی سومی می‌گشتند تا به آن پناه ببرند. سرانجام در تاریخ ۲۴ ژانویه ۱۹۱۶ اولین شماره مجله کاوه با کمک مالی وزارت خارجه آلمان چاپ شد و نام کاوه به عنوان سمبل مبارزه در برابر متجاوزان برای تحریک احساسات ملی‌گرایانه ایرانیان بود.
در طول جنگ جهانی دوم و در پی کمپین‌های تبلیغاتی رسانه‌های طرفدار متفقین بر ضد آلمان، از اسطوره کاوه و داستان ضحاک برای برانگیختن احساسات ایرانیان استفاده شده‌است، در آن زمان وقتی برای مشاوره در مورد یک کمپین پروپاگاندای مؤثر ضد آلمانی برای اثرگذاری بر ایرانیان از مجتبی مینوی ویرایشگر روزنامه روزگاری نو و کارمند سرویس بی‌بی‌سی فارسی نظرخواهی می‌شود او پیشنهاد می‌کند که از تصاویر و داستان‌های شاهنامه برای اثرگذاری بر مخاطب استفاده کنند. پیشنهاد مینوی مورد توجه قرار می‌گیرد و تصاویری در سال ۱۹۴۲ توسط کیمون ایوان مارنگو - که به خالق کارتون‌های تبلیغاتی برای انگلیسی‌ها در طول جنگ جهانی دوم معروف بود - تهیه می‌شود. در این تصاویر که بر کارت پستال‌ها نقش بسته، هیتلر در چهره یک حاکم وحشی در جایگاه ضحاک تصویر شده که حاکمیت روشنفکری جمشید را پایین کشیده‌است.

## کاوه ستیزی

### تخریب مجسمه درعفرین
در نوروز سال ۲۰۱۶ میلادی به درخواست شورای ملی کردهای سوریه پیکره بازسازی شده کاوه آهنگر در شهر عفرین سوریه نصب شد. اما در پی حمله نیروهای نظامی به پشتیبانی ترکیه در تاریخ ۱۸ مارس ۲۰۱۸ این مجسمه از میدان مرکزی شهر به عنوان نماد مقاومت این شهر پایین کشیده شد. این نیروها ابتدا مجسمه کاوه را گلوله‌باران کردند و سپس با انداختن طنابی بر گردن مجسمه و به کمک بولدوزر و چندین بار تلاش مجسمه را به پایین می‌کشند.

### دستور تخریب مجسمه در اصفهان
در اویل سال ۱۳۸۱ در دروازه شیراز اصفهان (میدان آزادی) مجسمه‌ای از کاوه آهنگر که ساخت آن از سال ۱۳۷۹ آغاز شده بود قرار گرفت، اما در ۴ شهریور ۱۳۸۱، احمد جنتی دبیر شورای نگهبان و امام جمعه موقت تهران در مراسم رسمی نماز جمعه خواستار تخریب این مجسمه به دلیل «تبدیل شدن آن به پایگاهی برای ضدانقلاب شد» در مقابل محمدباقر ذاکری نماینده مجلس بیان داشت که «نه ما طالبانیم و نه اسلام چنین دین متحجری است.» در نهایت اما مجسمه کاوه از این میدان برچیده شد و دلیل آن اجرای پروژه مترو اصفهان اعلام شد، با این حال پس از پایان عملیات عمرانی متروی اصفهان مجسمه به مکان خود بازنگشت تا در ۱۷ اردیبهشت ۱۳۹۷ پس از ۱۵ سال این مجسمه دوباره در این میدان نصب شد.

## اقتباس‌های هنری
- فیلم کاوه آهنگر (۱۹۶۱) به کارگردانی بوریس کیمیاگرف
- انیمیشن سینمایی آخرین داستان (۱۳۹۶) به کارگردانی اشکان رهگذر[۳۸]
- رمان گرافیکی «دوزخ ضحاک» از سری رمان‌های گرافیکی انیمیشن سینمایی آخرین داستان توسط انتشارات هورخش[۳۹]
- تئاتر ضحاک ماردوش و کاوه آهنگر برنده جایزه اصلی جشنواره پرستو در تاجیکستان[۴۰]

مجسمه‌های کاوه در میدان آزادی اصفهان (دروازه شیراز) و عفرین سوریه نصب بوده‌است.

## خاندان و دودمان کاوه آهنگر در شاهنامه فردوسی
|  |  |  |  |  |  |      |      |      |      |      |      |  |  |  |  |                |                |                |                |                |                | کاوه آهنگر |  |  |  |       |       |       |       |       |       |  |  |      |      |      |      |      |      |  |  |  |  |  |  |
|  |  |  |  |  |  |      |      |      |      |      |      |  |  |  |  |                |                |                |                |                |                |            |  |  |  |       |       |       |       |       |       |  |  |      |      |      |      |      |      |  |  |  |  |  |  |
|  |  |  |  |  |  |      |      |      |      |      |      |  |  |  |  |                |                |                |                |                |                | قارن       |  |  |  |       |       |       |       |       |       |  |  |      |      |      |      |      |      |  |  |  |  |  |  |
|  |  |  |  |  |  |      |      |      |      |      |      |  |  |  |  |                |                |                |                |                |                |            |  |  |  |       |       |       |       |       |       |  |  |      |      |      |      |      |      |  |  |  |  |  |  |
|  |  |  |  |  |  |      |      |      |      |      |      |  |  |  |  |                |                |                |                |                |                | کشواد      |  |  |  |       |       |       |       |       |       |  |  |      |      |      |      |      |      |  |  |  |  |  |  |
|  |  |  |  |  |  |      |      |      |      |      |      |  |  |  |  |                |                |                |                |                |                |            |  |  |  |       |       |       |       |       |       |  |  |      |      |      |      |      |      |  |  |  |  |  |  |
|  |  |  |  |  |  |      |      |      |      |      |      |  |  |  |  |                |                |                |                |                |                | گودرز      |  |  |  |       |       |       |       |       |       |  |  |      |      |      |      |      |      |  |  |  |  |  |  |
|  |  |  |  |  |  |      |      |      |      |      |      |  |  |  |  |                |                |                |                |                |                |            |  |  |  |       |       |       |       |       |       |  |  |      |      |      |      |      |      |  |  |  |  |  |  |
|  |  |  |  |  |  |      |      |      |      |      |      |  |  |  |  |                |                |                |                |                |                |            |  |  |  |       |       |       |       |       |       |  |  |      |      |      |      |      |      |  |  |  |  |  |  |
|  |  |  |  |  |  |      |      |      |      |      |      |  |  |  |  |                |                |                |                |                |                |            |  |  |  |       |       |       |       |       |       |  |  |      |      |      |      |      |      |  |  |  |  |  |  |
|  |  |  |  |  |  | گیو  | گیو  | گیو  | گیو  | گیو  | گیو  |  |  |  |  | رهام           | رهام           | رهام           | رهام           | رهام           | رهام           |            |  |  |  | بهرام | بهرام | بهرام | بهرام | بهرام | بهرام |  |  | هجیر | هجیر | هجیر | هجیر | هجیر | هجیر |  |  |  |  |  |  |
|  |  |  |  |  |  | گیو  | گیو  | گیو  | گیو  | گیو  | گیو  |  |  |  |  | رهام           | رهام           | رهام           | رهام           | رهام           | رهام           |            |  |  |  | بهرام | بهرام | بهرام | بهرام | بهرام | بهرام |  |  | هجیر | هجیر | هجیر | هجیر | هجیر | هجیر |  |  |  |  |  |  |
|  |  |  |  |  |  | بیژن | بیژن | بیژن | بیژن | بیژن | بیژن |  |  |  |  | فرهاد پسر رهام | فرهاد پسر رهام | فرهاد پسر رهام | فرهاد پسر رهام | فرهاد پسر رهام | فرهاد پسر رهام |            |  |  |  |       |       |       |       |       |       |  |  |      |      |      |      |      |      |  |  |  |  |  |  |